# Puente Antonio Reina Antoni
El Puente sobre La Restinga (también llamado Puente Antonio Reina Antoni o  Puente sobre la Laguna de La Restinga) es una estructura que se localiza en la Isla de Margarita en el estado Nueva Esparta al oriente del país sudamericano de Venezuela. Fue construida con el fin de unir las 2 partes que componen la isla (oriental y occidental) en medio del Parque Nacional Laguna de La Restinga uno de los principales actrativos turísticos de esa región insular.

## Historia
Su construcción se inició en mayo de 1961 y fue inaugurado el 17 de febrero de 1964 y se le llamó oficialmente Antonio Reina Antoni en honor de un exgobernador de la entidad quien falleciera en 2012. Fue edificado para soportar hasta 30 toneladas de peso, pero con el paso de los años y problemas con el mantenimiento empezó a detetiorarse significativamente.
Es por eso que en 2013 se decidió que se construiría un segundo puente en el mismo sector, que dejaría la antigua estructura de cemento como un mirador turístico después de ser restaurado.